# 今田武
今田 武（いまだ たけし、1941年（昭和16年）11月15日 - ）は、日本の政治家。元奈良県五條市長。

## 経歴
奈良県出身。奈良県立五條高等学校卒業。
1979年（昭和54年）奈良県議会議員に当選。1981年（昭和56年）五條市長に当選し、4期務めた。工業団地、テクノパーク・ならを誘致した。1997年（平成9年）落選した。